# Olympia (uitzendbureau)
Olympia Uitzendbureau, is een Nederlands bedrijf voor arbeidsbemiddeling. Het bedrijf telt ruim 130 vestigingen, verdeeld over franchise, regulier en zogenoemde 'inhouse' locaties. Het hoofdkantoor zetelt in Hoofddorp.

## Geschiedenis
Het bedrijf werd opgericht in 1969, vernoemd naar het Duitse schrijfmachinemerk Olympia, en startte als uitzendbureau voor administratief personeel, later gevolgd door de industrieel-technische beroepen.
In 1987 nam Marcel Slaghekke het uitzendbureau over, dat op dat moment een zestal vestigingen kende. Hij concentreerde zich aanvankelijk op de geografische driehoek Rotterdam, Den Haag en Utrecht waar hij verder wilde groeien. In de jaren 90 ontstond het inzicht dat de bedrijfsstructuur zou moeten veranderen om noodzakelijke expansie mogelijk te maken. Vanaf 1998 startte het bedrijf met een franchiseformule, naast de eigen vestigingen. Directeur van de franchisetak werd Robert Jan van den Berg.
Het beursgenoteerde Duitse Allbecon nam in 2007 het bedrijf over dat op dat moment 86 vestigingen had in Europa, waarvan het merendeel in Duitsland en Spanje. De overname gebeurde via een aandelenruil. Het nieuwe bedrijf, Olympia Flexgroup AG, kreeg een notering aan de beurs in Frankfurt. Twee jaar later, in 2009, stopte Slaghekke als CEO en werd hij commissaris van de onderneming. Op dat moment had het bedrijf een totale omzet in Europa van meer dan €370 miljoen. 
In 2010 werd de Olympia Flexgroup AG failliet verklaard. Geldschieter en zakenbank NIBC werd de nieuwe eigenaar van de Nederlandse dochter,  Olympia Uitzendbureau. De Duitse tak werd overgenomen door Otto Workforce uit Venray.
Olympia kwam in 2016 opnieuw in andere handen. Dimitri Yocarini (voorheen intercedent en eigenaar van een aantal vestigingen) en investeringsfirma Avedon Capital Partners namen het bedrijf over. Drie jaar later verkocht mede-eigenaar Avedon weer haar aandelen en kort daarop diende Morgan Stanley Tactical Value Investing zich aan als investeerder en werd minderheidsaandeelhouder. Yocarini bleef aan als CEO. 
De jaaromzet van Olympia Uitzendbureau was in 2019 ruim €423 miljoen.

## Uitzendkrachten
Het bedrijf bemiddelt voornamelijk praktisch opgeleide mensen in uitvoerende beroepen zoals chauffeurs, monteurs, operators, orderpickers, callcentermedewerkers en servicemedewerkers.